# Grundzeit (Tauchen)
Unter Grundzeit versteht man bei einem Tauchgang mit Drucklufttauchgerät den Zeitraum vom Verlassen der Wasseroberfläche (Abtauchen, Kompressionsphase) bis zum Verlassen der maximalen Tiefe (Isokompressionsphase, bis zum Beginn des Aufstieges).
Der Wert der Grundzeit wird benötigt, um anhand von Tauchtabellen zu errechnen, welche Dekompressionsstopps während des Aufstieges (Dekompression) verbindlich einzuhalten sind. Sind keine verbindlichen Dekompressionsstopps notwendig, das heißt ein Taucher kann bei Einhaltung der maximalen Auftauchgeschwindigkeit direkt zur Wasseroberfläche aufsteigen, spricht man von Nullzeittauchgängen.
Bei der Berechnung von Tauchgängen mit einer Dekompressionstabelle wird immer von einem Rechteckprofil ausgegangen. Dieses Rechteckprofil ist dann nicht identisch mit dem real getauchten Profil. Da davon ausgegangen wird, dass die gesamte Grundzeit auf der Maximaltiefe verbracht wurde, sind die Dekompressionszeiten länger als beim Einsatz von Tauchcomputern, die die Sättigungswerte anhand der realen Tauchgangsdaten berechnen.
Ungeachtet dessen, ob die Nullzeit überschritten wurde oder nicht, empfiehlt sich grundsätzlich ein Sicherheitsstopp von mindestens drei Minuten in fünf Metern Tiefe.